# X barré
Ne doit pas être confondu avec le signe du Denier, 𐆖, ou avec la lettre cyrillique Ӿ.
Le x barré est une lettre additionnelle de l’alphabet latin qui a été utilisée dans l’écriture de l’avar.

## Utilisation
Le X barré ‹ 𐆖 › a été utilisé comme symbole pour le denier en latin, alternativement aussi représenter avec le Y barré ou le D barré diagonalement.
Le x barré a été utilisée dans l’écriture de l’avar dans les orthographes de 1928 et de 1932 utilisant l’alphabet latin, par exemple dans un livre publié en 1935, avant d’être remplacés par une orthographe utilisant l’alphabet cyrillique. Il a aussi été utilisé dans l’écriture du dargwa, du lak et du lezghien avec les alphabets de 1928, ou dans d’autres langues comme le shughni ou le tsakhur.

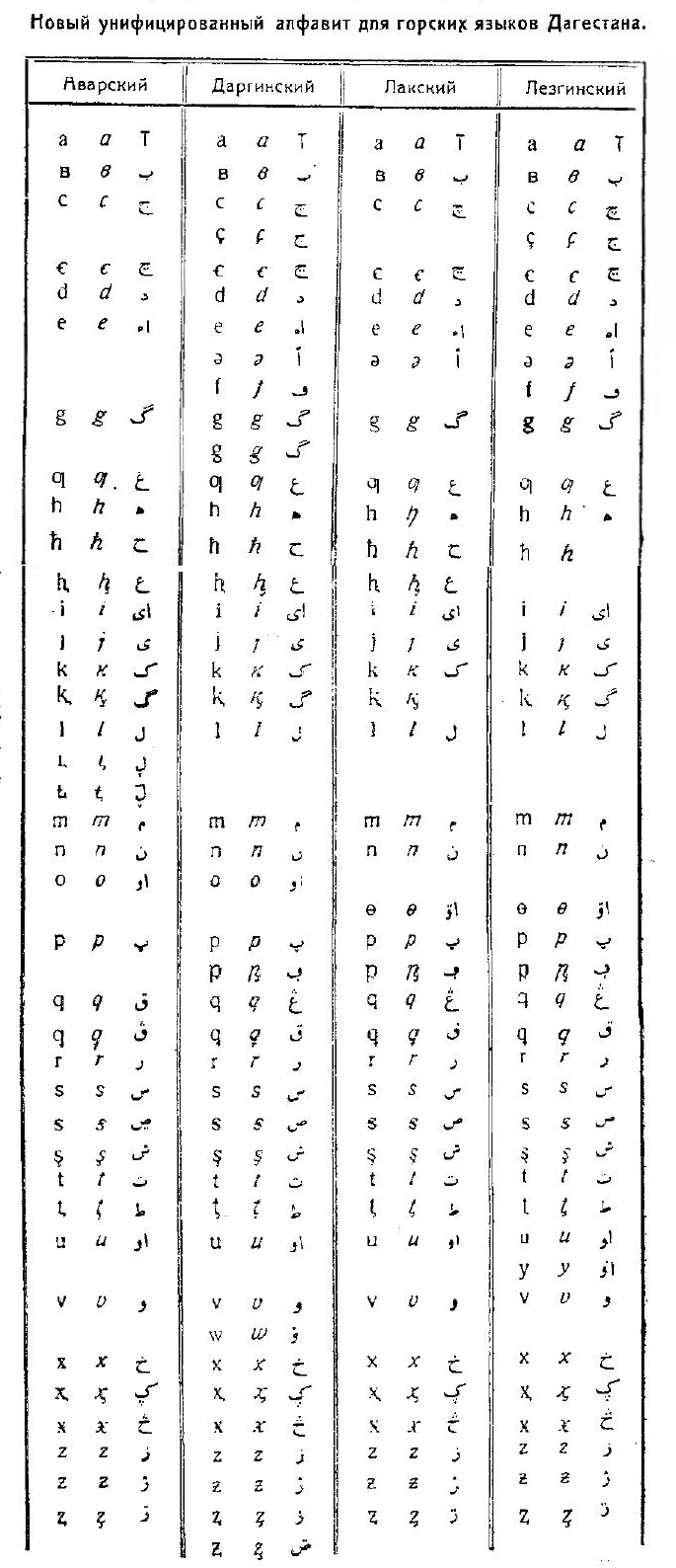
Alphabets avar, dargwa, lak et lezghien de 1928.

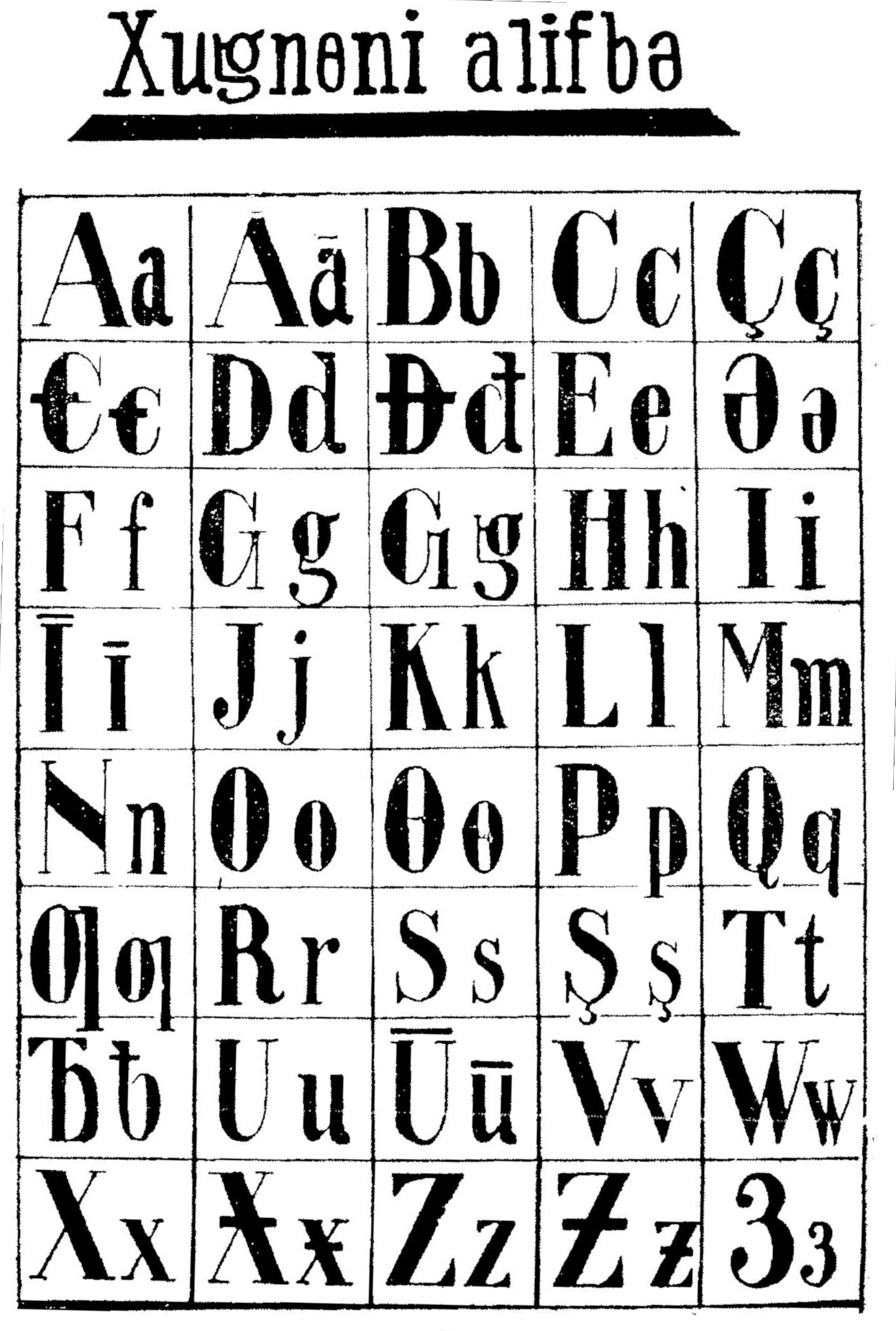
Alphabet avar de 1928.
- Alphabet shugni de 1931.

## Représentation informatique
Le x barré n’a pas été codé dans un codage standard. Il peut être représenté approximativement avec les caractères de la lettre cyrillique kha barré ‹ Ӿ › et ‹ ӿ ›, ou à l’aide de la lettre X et de formatage ‹ X › et ‹ x ›.

## Sources
- (de) Siegfried Lauffer, Diokletians Preisedikt, Berlin, Walter de Gruyter, 1971
- (en) Nurlan Joomagueldinov, Karl Pentzlin et Ilya Yevlampiev, Proposal to encode Latin letters used in the Former Soviet Union (no L2/11-360), 18 octobre 2011 (lire en ligne)
- (av) M. Suboꞩkij et V. Berlin, Baⱨar askaraļul politikijab maļļol ţex̧, Daƣ Ħukumataļul Basma Maħac-Ӿala,‎ 1935